# Monika Halkort

Monika Halkort

Monika Halkort ist eine österreichische Sozialwissenschaftlerin und Leiterin der ArtxScience School for Transformation an der Universität für Angewandte Kunst in Wien.

## Leben und Ausbildung
Halkort absolvierte ihre akademische Ausbildung aber überwiegend in Großbritannien. Sie erwarb einen BSc in Social & Cultural Studies an der Open University (UK), einen MA in Social Research am Goldsmiths College (UK) und einen Ph.D. in Sociology of Media and Information Technology an der Queens University (UK).
Zwischen 2010 und 2020 lebte sie überwiegend in Beirut.

## Berufliches
Halkort arbeitete viele Jahre lang bei deutschsprachigen Rundfunkstationen als Journalistin, hauptsächlich aber beim Österreichischen Rundfunk (ORF).
Nach Abschluss ihrer Doktorarbeit im Jahr 2013 trat sie eine Stelle als Professorin für Digitale Medien und Soziale Kommunikation an der Lebanese American University in Beirut, Libanon, an. Nach der Explosion im Hafen von Beirut am 4. August 2020 kehrte sie nach Österreich zurück. 

## Auszeichnungen
- 2006 Radiopreis der Erwachsenenbildung in der Kategorie Information[2][3]

## Werke
- 2022: The Necropolitics of Innovation, in Hoyng, R & Lei Ching, G. P. Communication Innovation and Infrastructure: A Critique of the New in a Multipolar World, Michigan State University Press, East Lansing, Michigan.
- 2021: Post-human Tactility. Sensing Death in the Mediterranean Sea, in Zyman, D. & Reyman, M. Oceans Rising, Sternberg Press, Berlin
- 2021: Resonant Ecologies. Reading Solidarity Transversally in the Mediterranean Sea, International Journal for Communication, 15, 21.
- 2020: Dying in the Technosphere. The violence of non-identification of dead and missing migrants in the Mediterranean Sea, Chapter for a forthcoming book publication by the Human Rights Consortium, University of London
- 2019: Decolonizing data relations. On the moral economy of data-sharing in Palestinian Camps in Lebanon. Canadian Journal of Communication, 44 (3), Special Issue on Data Power, Sept. 2019
- 2017: The Ethics of Struggle: When refugees become hosts of other refugees, in Refugee Outreach & Research Network, OEAW, March 2017, http://www.ror-n.org/-blog/archives/03-2017
- 2016: The Geopolitics of the Cloud, in Scores, 10/16, Tanzquartier Wien.
- 2016: Liquefying Social Capital. The Bio-politics of Digital Circulation in a Palestinian Refugee Camp, in Tecnoscienza, Nr. 13, 7(2).
- 2015: Expressive Sovereignty, in Zyman, D. (2015) Amar Kanwar. The Sovereign Forest, Sternberg Press, Berlin, Germany.
- 2013: Rebuilding Nahr el Bared, in Conflict in Cities, Open Democracy, London, 2013. https://www.opendemocracy.net/opensecurity/monika-halkort/rebuilding-nahr-el-bared
- 2012: Die verhinderte Stadt. Wiederaufbau im nordlibanesischen Flüchtlingslager Nahr el Bared, in IZ3W Dossier: Urbanisierung und Stadt für alle, IZ3W Issue 332, October 2012, S. 22–23